# 古屋兎丸
古屋 兎丸（ふるや うさまる、男性、1968年1月25日 - ）は、日本の漫画家。東京都出身。多摩美術大学美術学部絵画科（油絵専攻）卒業。

## 略歴
小学生の頃に「手塚治虫の漫画通信講座」を受けており、『少年キング』の似顔絵コーナーの常連であった。高校在学中はアングラな世界に目覚め、3年時に求めていた表現が油絵であるとに気づき美大に入学。在学中には東京グランギニョルに憧れて演劇も行っていた。この後、抽象的な表現よりも具体的な形を求めるようになる。
卒業後はアーティストを目指していた。油絵だけで身を立てるには難しい時世でもあったため、アルバイトでイラストを描いて収入を得ていたが、昔漫画を描いていたことを思い出し、漫画家への転身を決意する。その後『ガロ』副編集長の白取千夏雄に見出され、『月刊漫画ガロ』1994年9月号掲載の「Palepoli」でデビュー。高校の美術講師をしながら漫画執筆を続けていたが、初の週刊連載『π（パイ）』開始と前後してフリーの漫画家となる。漫画以外にも、オムニバス映画『ZOO』（原作：乙一）の中の一本『陽だまりの詩』の脚本・絵コンテ・キャラクターデザインを手がけ、webサイト「ぽこぽこ」ではスーパーバイザーに就任するなどしている。

## 人物
- 趣味は映画鑑賞、読書、散歩、バイクいじりなど。
- 既婚者[注 1]であり、2009年4月4日に式を挙げた。また、2010年4月に第一子（長男）が誕生[注 2]し、2013年12月に第二子（長女）が誕生した。
- 伊集院光に心酔しており、『伊集院光 深夜の馬鹿力』のコーナーだった「デビッド・リンチ占い」をもとに描いたという『少年少女漂流記』（作画）のほか[5]、『π（パイ）』、『ライチ☆光クラブ』も伊集院の影響を受けている[6]。
  - 2007年秋、買い物の出先でロケ中の伊集院に遭遇し、握手をしてもらったことがある[6]。古屋は伊集院を前に緊張していた[6]。伊集院に読んでほしいと考え、『少年少女漂流記』を渡そうとしたところ、伊集院は既に同作を読んでおり、古屋が作者であることに驚いていたという[6]。この件は同年11月5日放送の『伊集院光 深夜の馬鹿力』でも取り上げられた[7]。
- 過去のアシスタントにイラストレーターのD[diː]がいる。
- 短篇集『ショートカッツ』の「高校生に女子高生を描いてもらうとどうなるか」という企画に大友克洋の息子、大友昇平（SHOHEI）の絵が載っている。
- 作画の効率アップを図るために2014年4月よりフルデジタル作画に移行。しかし導入してから8ヶ月後の2015年1月頃から原因不明の体調不良（不眠障害、微熱、精神不安定など）に悩まされることが続く。同年2月には自律神経失調症の診断が下る。しかし症状の改善が見られず、鬱病なども疑い改めて生活を見直してみると、体調不良が始まった時期と長時間のデジタル作画導入開始の時期と合致していると感じ、他に思い当たる節がなかったため同年5月からアナログ（手描き）とデジタル作業を織り交ぜる形に戻した[8]。
- 『ガロ』時代の担当編集者であった白取千夏雄が制作した『パレポリ』（青林堂 1996年）の初版本はあまりに豪華すぎたため、一冊売るたびに赤字になったという経緯が再版本で語られている[9]。また古屋は『ガロ』を離れてからも白取を「永久担当」と呼ぶほどの信頼を置いていた[10]。

## 作風
多彩な画風と繊細で正確な描き込み、ブラックな作風を得意とする。漫画以外にオムニバス映画『ZOO』（原作：乙一）の中の一本『陽だまりの詩』の脚本・絵コンテ・キャラクターデザインを手がけたり、CDジャケット、雑誌の表紙のイラスト等でも活動。初期の『ショートカッツ』などでの作風はメタフィクション、『ガロ』掲載作品のパロディ、エロティシズムなどが主流だった。
執筆作業は腰痛防止のため立って行う。製作はデジタルとアナログを併用している。前段階（ネームやアタリ）はデジタルで行う。紙に下書きとして写し取り、ペン入れを行う。筆記用具は丸ペンを使用。効果には鉛筆も使う。その後、デジタル化して仕上げを行う。

## 作品リスト

### 書籍
- 『Palepoli』（青林堂 1996年） ISBN 4-87233-749-2
- 『Garden』（イースト・プレス 2000年） ISBN 4-87257-204-1
- 『Wsamarus 2001』（イースト・プレス 2000年） ISBN 4-87257-222-X
- 『プラスチックガール』（河出書房新社 2000年） ISBN 4-309-26424-7
  - 『新装版 プラスチックガール』（河出書房新社 2016年）ISBN 4-309-27765-9
- 『Marieの奏でる音楽』（幻冬舎 2001年） 全2巻
  - 『Marieの奏でる音楽』（太田出版 2016年）全1巻
- 『自殺サークル』（ワンツーマガジン社　2002年） 全1巻 
  - 『自殺サークル』（太田出版 2008年）全1巻
- 『ショートカッツ』（小学館 2003年） 全1巻
- 『π（パイ）』 （小学館、2003年 - 2005年） 全9巻
- 『鈍器降臨』（メディアファクトリー 2004年） ISBN 4-8401-1038-7
- 『ハピネス』（小学館 2006年） 全1巻
- 『ライチ☆光クラブ』（太田出版 2006年） 全1巻
- 『彼女を守る51の方法』（新潮社 2006年 - 2007年） 全5巻
- 『少年少女漂流記』（集英社 2007年） ISBN 978-4-08-774854-3 小説家・乙一とのコラボレーションで、共同P.Nは「古屋×乙一×兎丸」。
  - 『少年少女漂流記』（集英社文庫 2010年）
- 『Flowers』（アスペクト 2008年）画集　ISBN 978-4-7572-1517-7
- 『インノサン少年十字軍』（太田出版 2008年 - 2012年） 全3巻
- 『幻覚ピカソ』（集英社 2009年 - 2010年） 全3巻
- 『人間失格』（新潮社 2009年 - 2011年） 全3巻
- 『ぼくらの☆ひかりクラブ』（太田出版 2011年 - 2012年） 全2巻
- 『帝一の國』（集英社 2011年 - 2016年） 全14巻
- 『禁じられた遊び　古屋兎丸初期短篇集』（イースト・プレス 2015年）
- 『女子高生に殺されたい』（新潮社 2015年 - 2016年） 全2巻、新装版全1巻[11]
- 『少年たちのいるところ』（新潮社 2017年） 全1巻
- 『アマネ†ギムナジウム』（講談社 2017年 - 2020年） 全7巻
- 『ルナティックサーカス』（『月刊コミックバンチ』、2020年10月号[12] - 2022年11月号[13]）既刊3巻、第一部完[14]
- 『図書委員界』（『月刊コミックバンチ』、2022年2月号 - 2022年4月号、原作：生駒里奈[15]） 全1巻[11]
- 『推しが死んだ朝』（『ビッグコミックオリジナル』、2024年5号[16] - 2024年8号[17]）全1巻 - 同誌創刊50周年記念集中連載[16]。単行本には『日々、推す』（『ビッグコミックオリジナル』2024年21号[18]、2024年22号[19]）も収録[20]。

### その他

#### 映画
- ZOO「陽だまりの詩」（2005年、東映ビデオ、原作：乙一、監督：安藤尋） - 脚本・絵コンテ・キャラクターデザイン
- いちばんきれいな水（2006年、日活、監督：ウスイヒロシ） - 原作『いちばんきれいな水』（短編集「Wsamarus 2001」（2000年、イーストプレス刊）所収）
- キャラクター（2021年、東宝） - 劇中漫画（本庄）

#### 配信ドラマ
- ONE SHOT CINEMA「ショートカッツ」実写版（2004年、小学館、配信：AII） - 原作『ショートカッツ』[21]

#### その他
- POPくん（2008年1月9日 - 2012年4月25日、読売新聞（夕刊）） - 連載。連載回数は206回。
- 僕たちの心中（2025年4月9日[22] - 、マンガ・エロティクス・エフ） - フルカラー[22]。

### 装画・挿絵
- 森見登美彦『四畳半王国見聞録』（2011年、新潮文庫） - 日本の小説家・森見登美彦による短編小説集の文庫版。
- 白取千夏雄『全身編集者』（2019年、おおかみ書房） - 古屋の初代担当編集者である元『ガロ』副編集長・白取千夏雄の自伝。独立系出版社刊。

### メディア出演

#### 映画
- 紀子の食卓（2006年、アルゴ・ピクチャーズ） - 喫茶店の男 役
- 愛のむきだし（2009年、ファントム・フィルム） - ミヤニシ 役

#### テレビ
- 浦沢直樹の漫勉（2016年3月24日、NHK Eテレ） - 『女子高生に殺されたい』および『帝一の國』（最終話）の製作過程を収録した画像を見ながら、浦沢と対談した